# Johnny Gaudreau
John Michael „Johnny“ Gaudreau (* 13. August 1993 in Salem, New Jersey; † 29. August 2024 in Oldmans Township, New Jersey) war ein US-amerikanischer Eishockeyspieler. Der linke Flügelstürmer war von 2014 bis zu seinem Tod für die Calgary Flames und die Columbus Blue Jackets in der National Hockey League (NHL) aktiv, wobei er 763 Partien bestritt. Im Jahr 2017 ehrte man ihn mit der Lady Byng Memorial Trophy.

## Karriere

### Jugend und Universität
Johnny Gaudreau begann seine Karriere im Juniorenbereich (Midget-AAA) bei den Philadelphia Junior Flyers in der Atlantic Youth Hockey League (AYHL) und dem Team Comcast in der Midwest Elite Hockey League (MWEHL). Zur Saison 2010/11 wechselte der Flügelstürmer zu den Dubuque Fighting Saints aus der United States Hockey League (USHL), der höchsten Juniorenspielklasse der Vereinigten Staaten. Mit den Saints gewann er am Saisonende den Clark Cup, die Meistertrophäe der USHL, und wurde mit mehreren persönlichen Auszeichnungen geehrt, darunter auch die Wahl zum Rookie of the Year.
Gaudreau spielte zwischen 2011 und 2014 für das Boston College in der Hockey East, einer der erstklassigen Divisionen der National Collegiate Athletic Association. In seinem ersten Jahr an der Universität gewann er mit seinem Team, den Boston College Eagles, zunächst die Meisterschaft der Hockey East, so dass sich sein Team für das Finalturnier der NCAA, das sogenannte Frozen Four, qualifizierte. Bei diesem Turnier erreichte das Boston College den ersten Platz und damit die Meisterschaft der NCAA. Gaudreau selbst wurde in das All-Rookie-Team und das Second-All-Star-Team der Hockey East gewählt und als wertvollster Spieler des Finalturniers der Hockey East ausgezeichnet. Auch in den folgenden Jahren gehörte der Stürmer zu den herausragenden Spielern der College-Liga und erhielt zahlreiche Auszeichnungen, die in der Verleihung des Hobey Baker Memorial Award am Ende der Spielzeit 2013/14 gipfelten. Ausschlaggebend für die Wahl, bei der er im Vorjahr bereits unter den drei Finalisten stand, waren eine Ausbeute von 80 Scorerpunkten in 40 Partien.

### NHL
Nachdem Gaudreau bereits im NHL Entry Draft 2011 in der vierten Runde an 104. Position von den Calgary Flames aus der National Hockey League ausgewählt worden war, verpflichteten die Flames ihre Draftwahl nach Abschluss der College-Spielzeit im April 2014 für drei Jahre. Er schaffte umgehend den Sprung in den NHL-Kader und kam nur wenige Tage später zu seinem Debüt, bei dem er einen Treffer erzielte. Am Ende der Saison 2014/15 führte er die Rookie-Scorerliste gemeinsam mit Mark Stone mit 64 Punkten an und war Finalist für die Calder Memorial Trophy, die allerdings Aaron Ekblad gewann. Zudem wurde er ins NHL All-Rookie Team gewählt.
In der folgenden Saison wurde er als NHL-Spieler des Monats Dezember geehrt, als er in diesem Monat auf zwölf Tore und sechs Vorlagen in zehn Spielen kam, darunter zwei Hattricks. Nach der Saison unterzeichnete er im Oktober 2016 einen neuen Sechsjahresvertrag bei den Flames, der ihm ein durchschnittliches Jahresgehalt von 6,75 Millionen US-Dollar einbringen soll. Am Ende der Spielzeit 2016/17 wurde er mit der Lady Byng Memorial Trophy geehrt, die Spieler mit hohem sportlichen Standard auszeichnet. In der Saison 2017/18 erzielte der Flügelstürmer mit 84 Punkten aus 80 Spielen erstmals einen Punkteschnitt von über 1,0 pro Spiel auf NHL-Niveau. Diese Leistung steigerte er im Folgejahr nochmals deutlich, so verzeichnete er 99 Punkte in 82 Spielen.
Anschließend folgten zwei vergleichsweise schwächere Jahre, bevor Gaudreau in der Saison 2021/22 mit 115 Punkten abermals einen bisherigen Karriere-Bestwert aufstellte und in der ligaweiten Scorerliste nur von Connor McDavid (123) übertroffen wurde. Zugleich erreichte er mit +64 die beste Plus/Minus-Statistik der NHL, wobei einen derart hohen Wert zuletzt Wayne Gretzky in der Saison 1986/87 verzeichnet hatte (+69), und wurde letztlich im NHL First All-Star Team berücksichtigt. Trotz dieser sportlichen Erfolge – die Flames hatten die Pacific Division gewonnen – gab Gaudreau im Hinblick auf seinen im Juli 2022 auslaufenden Vertrag bekannt, nicht nach Calgary zurückzukehren und führte dabei vor allem familiäre Gründe an. Somit wurde er zu einem der gefragtesten Free Agents des Sommers 2022, während er die Flames als fünftbester Scorer der Franchise-Geschichte verließ.
Am 13. Juli 2022 unterzeichnete der US-Amerikaner einen Siebenjahresvertrag bei den Columbus Blue Jackets, der ihm ein durchschnittliches Jahresgehalt von 9,75 Millionen US-Dollar einbringen sollte. Diese Entscheidung wurde von vielen Beobachtern als überraschend gewertet, da Columbus bis dato einen Ruf als eher unbeliebtes Ziel für Free Agents hatte. Darüber hinaus wurde berichtet, dass er höher dotierte Vertragsangebote (unter anderem von den New York Islanders, New Jersey sowie auch initial von Calgary) ablehnte und sich stattdessen für die Blue Jackets entschied.

### International
Gaudreau vertrat sein Heimatland erstmals beim Ivan Hlinka Memorial Tournament 2010, wo er mit der Mannschaft die Silbermedaille errang und mit fünf Scorerpunkten teaminterner Topscorer wurde. Erst über drei Jahre später gehörte der linke Flügelstürmer wieder einem Kader des US-amerikanischen Eishockeyverbandes an. Bei der U20-Junioren-Weltmeisterschaft 2013 war er abermals teaminterner Topscorer und mit sieben Treffern – ein Hattrick und drei Doppelpacks – bester Torschütze des Turniers, das mit dem Gewinn der Goldmedaille gekrönt wurde.
Bei den Senioren war Gaudreau erstmals bei der Weltmeisterschaft 2014 in der belarussischen Hauptstadt Minsk Teil des Kaders. In der Auftaktpartie der US-Amerikaner gegen den Gastgeber steuerte er drei Scorerpunkte bei. Bei der Weltmeisterschaft 2018 folgte eine Bronzemedaille mit dem Team USA. Ebenso gehörte der Stürmer bei den Welttitelkämpfen 2024 zum US-amerikanischen Kader.

### Tod
Johnny Gaudreau starb am 29. August 2024 in Oldmans Township nahe seiner Heimat Salem im Alter von 31 Jahren bei einem Verkehrsunfall. Sein jüngerer Bruder Matthew Gaudreau kam dabei ebenfalls ums Leben. Die Brüder waren mit dem Fahrrad auf einer Landstraße unterwegs. An der Straße gibt es keine Radverkehrsinfrastuktur. Zu dem Unfall kam es, als ein SUV-Fahrer die beiden Radfahrer überholte und dazu auf die linke Fahrspur der zweispurigen Straße wechselte. Der Unfallverursacher näherte sich in seinem Jeep mit hoher Geschwindigkeit von hinten, um den SUV-Fahrer rechts zu überholen. Dabei fuhr er in die dort radelnden Brüder und tötete sie. Der 43-jährige Fahrer des Jeeps stand mutmaßlich unter Alkoholeinfluss. Er wurde wegen des zweifachen Tötungsdeliktes verhaftet und an eine Justizvollzugsanstalt überstellt. Die Brüder sollten am Folgetag Trauzeugen bei der Hochzeit ihrer Schwester sein.

## Erfolge und Auszeichnungen
| - 2011 Teilnahme am USHL All-Star Game - 2011 Clark-Cup-Gewinn mit den Dubuque Fighting Saints - 2011 USHL Rookie of the Year - 2011 USHL All-Rookie Team - 2011 USHL Second All-Star Team - 2012 Hockey East All-Rookie Team - 2012 Lamoriello-Trophy-Gewinn mit dem Boston College - 2012 Hockey East Tournament MVP - 2012 NCAA-Division-I-Championship mit dem Boston College - 2013 Hockey East Player of the Year - 2013 Hockey East First All-Star Team - 2013 NCAA East First All-American Team - 2014 Hockey East First All-Star Team - 2014 NCAA East First All-American Team - 2014 Hobey Baker Memorial Award | - 2014 NHL-Rookie des Monats Dezember - 2015 Teilnahme am NHL All-Star Game - 2015 NHL-Rookie des Monats März - 2015 NHL All-Rookie Team - 2015 NHL-Spieler des Monats Dezember - 2016 Teilnahme am NHL All-Star Game - 2017 Teilnahme am NHL All-Star Game - 2017 Lady Byng Memorial Trophy - 2018 Teilnahme am NHL All-Star Game - 2019 Teilnahme am NHL All-Star Game - 2019 NHL-Spieler des Monats Januar - 2022 Teilnahme am NHL All-Star Game - 2022 NHL Plus/Minus Award (nicht offiziell vergeben) - 2022 NHL First All-Star Team - 2023 Teilnahme am NHL All-Star Game |

### International
| - 2010 Silbermedaille beim Ivan Hlinka Memorial Tournament - 2013 Goldmedaille bei der U20-Junioren-Weltmeisterschaft - 2013 All-Star-Team der U20-Junioren-Weltmeisterschaft | - 2013 Bester Torschütze der U20-Junioren-Weltmeisterschaft - 2018 Bronzemedaille bei der Weltmeisterschaft |

## Karrierestatistik

### International
| Vertrat die USA bei: - Ivan Hlinka Memorial Tournament 2010 - U20-Junioren-Weltmeisterschaft 2013 - Weltmeisterschaft 2014 - Weltmeisterschaft 2017 | - Weltmeisterschaft 2018 - Weltmeisterschaft 2019 - Weltmeisterschaft 2024 | Vertrat Team Nordamerika bei: - World Cup of Hockey 2016 |

(Legende zur Spielerstatistik: Sp oder GP = absolvierte Spiele; T oder G = erzielte Tore; V oder A = erzielte Assists; Pkt oder Pts = erzielte Scorerpunkte; SM oder PIM = erhaltene Strafminuten; +/− = Plus/Minus-Bilanz; PP = erzielte Überzahltore; SH = erzielte Unterzahltore; GW = erzielte Siegtore; 1 Play-downs/Relegation; Kursiv: Statistik nicht vollständig)